# مگس‌گیر سینه‌سرخ

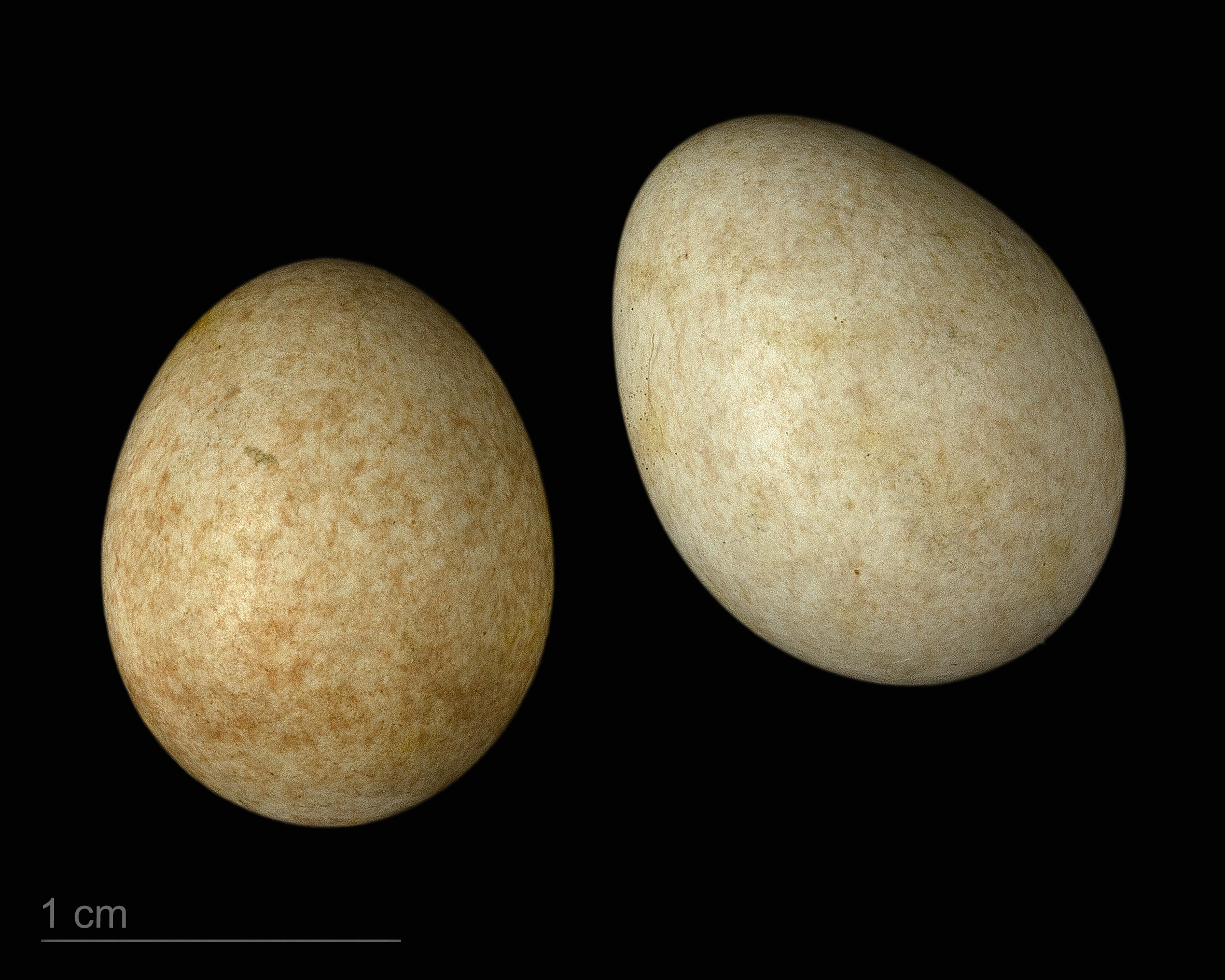
Ficedula parva

مگس‌گیر سینه‌سرخ (نام علمی: Ficedula parva) نام یک گونه از سرده انجیرخورک‌ها است.